# Универзитет у Токију
Универзитет у Токију (東京大学 Tōkyō daigaku), скраћено као Todai (東大 Tōdai) или УТокио, је један од најпознатијих јапанских јавних универзитета, чувен по истраживачким лабораторијама, лоциран у Бункју, Токио, Јапан. Основан 1877. године, универзитет је први Империјални универзитет и тренутно је изабран од стране јапанске владе за врхунски универзитет у оквиру Врхунског глобалног универзитетског пројекта.
Овај универзитет обухвата десет факултета, 15 постдипломских школа са око 30.000 студената, од којих је око 4.200 из иностранства (што је по јапанским стандардима велики број страних студената на једном универзитету). Конкретно, број приватно финансираних међународних студената, који чине више од 80%, порастао је 1,75 пута у 10 година од 2010. године, и универзитет се фокусира на подршку међународним студентима. Састоји се од пет универзитетских кампуса који се налазе у Хонгу, Комаби, Кашиви, Широкани и Наканоу. Сматра се да је то најселективнији и најпрестижнији универзитет у Јапану. Иако се у склопу овог универзитета налази десет факултета, најчувенији су правни и филолошки факултет. Из њега је изашао велики број јапанских политичара, премда се његова улога о том питању временом смањује. Примјера ради, гледано током 1950-их, 1960-их, 1970-их, 1980-их и 1990.их година, министри који су завршили студије на овом универзитету су сачињавали редом 2/3, 1/2, 1/4, 1/5 и на крају 1/6 од укупног броја јапанских министара.
То међутим не умањује значај Универзитета у Токију, и он и даље важи за један од најбољих јапанских универзитета по питању многих научних области. Његови главни конкуренти су преосталих шест од тзв. „седам универзитета“, који су били царски универзитети прије Другог свјетског рата, нарочито Универзитет у Кјоту, који је дао већи број Нобеловаца него Универзитет у Токију.

## Историја
Универзитет је одобрила меиџи влада 1877. године под садашњим именом спајањем старијих државних школа за медицину, разних традиционалних научника и модерног учења. Преименован је у „Империјални универзитет (帝國大學 Теикоку дајгаку)“ 1886. године, а затим у Токијски царски универзитет (東京帝國大學 Токио теикоку дајгаку) 1897. године када је створен систем царских универзитета. У септембру 1923, земљотрес и пожари који су уследили уништили су око 750.000 томова Империјалне универзитетске библиотеке. Изгубљене књиге укључују Хошино библиотеку (星野文庫 Хошино бунко), колекцију од око 10.000 књига. Књиге су биле некадашњи посед Хошино Хисашија пре него што су постале део универзитетске библиотеке и углавном су биле о кинеској филозофији и историји.
После пораза Јапана у Другом светском рату 1947. године, поново је преузео првобитно име. Са почетком новог универзитетског система 1949. године, Тодај је асимилирао бившу Прву вишу школу (данашњи кампус Комаба) и бившу Токијску вишу школу, која је од тада преузела дужност подучавања студената прве и друге године, док се факултети на Главном кампусу Хонгоа старају за студенте треће и четврте године.
Иако је универзитет основан током меиџи периода, он има раније корене у Астрономској агенцији (天文方; 1684), Студијској канцеларији Шохеизака (昌平坂学問所; 1797) и Агенцији за превођење западних књига (蕃書御; 18生). Ове институције су биле владине канцеларије које је основао 徳川幕府 Токугава шогунат (1603–1867) и играле су важну улогу у увозу и превођењу књига из Европе.
Према новинама The Japan Times, универзитет је у фебруару 2012. имао 1.282 професора. Од тога, 58 су биле жене. Упоређујући број професора у мају 2020. године, међу 1.298 професора има 108 жена, што је скоро удвостручено. Универзитет постепено смањује јаз међу половима, а до априла 2021. године половина његових директора биле су жене.
У јесен 2012. године и по први пут, Универзитет у Токију је започео два додипломска програма која се у потпуности предају на енглеском језику и усмерена на међународне студенте — Програми на енглеском у Комаби (PEAK) — Међународни програм о Јапану у источној Азији и Међународни програм о науци о животној средини. Године 2014, Факултет науке на Универзитету у Токију увео је потпуно енглески додипломски програм трансфера под називом Глобални научни курс (GSC).
Универзитетски Институт за истраживање космичких зрака започео је 28. маја 2021. године изградњу уређаја „Хајпер-Камиоканде“, за нови водећи светски научни истраживачки пројекат који би требало да почне са радом 2027. године.
Дана 15. јануара 2022. године, инцидент са убодом ножем резултирао је повредама 3 особе. Нападач је ухапшен испред капије кампуса. Инцидент се догодио пре националног разматрања.
- Зграда Правног факултета 1902. године, пре него што је уништена у Великом земљотресу у Кантоу 1923.
- Место оснивања Универзитета у Токију
- Зграда „Јасуда“, у оквиру дворишта Хонго Универзитета у Токију
- Правни факултет Универзитета у Токију
- Библиотека Комаба
- Главна зграда Института за физику чврстих тела Универзитета у Токију
- Ботаничка башта Коишикава
- Истраживачки кампус Комаба
- Језерце Санширо

## Факултети
Факултети Универзитета у Токију су сљедећи:
- Правни
- Медицински
- Технички
- Факултет друштвених наука
- Физички
- Пољопривредни
- Економски
- Умјетност и наука
- Образовање
- Фармација

## Санширо
Језерце Санширо (јап. 三四郎池), у срцу универзитетског дворишта Хонго, датира од 1615. године. Након пада тврђаве Осака, Шогуни су дали ово језерце и околне баште Меди Тошитсуну. Након што је Меда Тсунанори још унаприједио простор око језерцета, то је постало једно од најљепших језераца у тадашњем Еду (данашњем Токију). У то вријеме језерце се звало Икутоку ен, што значи „Башта врлине подучавања“. Ивице језерцета чине облик срца (на јапанском „шин“), и због тога се званично зове „Икутоку ен Шинђике“. Међутим, најчешће се назива Санширо, још откако је Натсуме Сосеки објавио свој роман „Санширо“.